# Universidad Tecnológica Vicente Pérez Rosales
Universidad Tecnológica Vicente Pérez Rosales – prywatna uczelnia w Chile, zlokalizowana w Santiago. 